# Paulina Gałązka
Paulina Gałązka (Varsovia, 21 de agosto de 1989) es una actriz polaca.

## Biografía
En 2013, se graduó de la Escuela Nacional de Cine, Televisión y Teatro en Lodz. Ganó popularidad al interpretar el papel de Joanna Dworzak en la serie Primer Amor, entre 2014 y 2017.
En junio de 2016 contrajo matrimonio con el actor Sindre Sandemo.

## Filmografía

### Cine
| Año  | Título                                  | Director                                                     | Papel               | Nota         |
| ---- | --------------------------------------- | ------------------------------------------------------------ | ------------------- | ------------ |
| 2010 | Babie lato                              | Maciej Cendrowski                                            | Campesina           | Cortometraje |
| 2011 | W imieniu diabła                        | Barbara Sass                                                 | Kinga               |              |
| 2011 | Powiedz, ze mnie kochasz                | Filip Gieldon                                                | Emilia              | Cortometraje |
| 2012 | Dziewczyna z szafy                      | Bodo Kox                                                     | Muchacha            |              |
| 2013 | A Memory of Last Summer                 | Ver listaKuba Gryzewski Ivo Krankowski                       | Basia               | Cortometraje |
| 2013 | Opera z mydła                           | Bodo Kox                                                     | Ania                | Cortometraje |
| 2014 | Kamienie na szaniec                     | Robert Glinski                                               | Baska               |              |
| 2015 | 89.                                     | Paulina Józefina Moczynska                                   | Katia               | Cortometraje |
| 2015 | Kroki                                   | Karolina Zaleszczuk                                          | Edyta               | Cortometraje |
| 2015 | Żyć nie umierać                         | Maciej Migas                                                 | Monika              |              |
| 2015 | Nowy świat                              | Ver listaElzbieta Benkowska Lukasz Ostalski Michal Wawrzecki | Novia de Pawel      |              |
| 2015 | Król życia                              | Jerzy Zieliński                                              | Mujer joven         |              |
| 2015 | Córki dancingu                          | Agnieszka Smoczynska                                         | Rybka               |              |
| 2016 | Powidoki                                | Andrzej Wajda                                                | Wasińska            |              |
| 2016 | Czułość                                 | Waclaw Miklaszewski                                          | Julia               |              |
| 2017 | Bodo                                    | Michal Kwiecinski                                            | Susi                |              |
| 2017 | A Place in the Sun                      | Nadina Helen Bakos                                           | Kim                 | Cortometraje |
| 2018 | Kobieta sukcesu                         | Robert Wichrowski                                            | Kama                |              |
| 2018 | A Young Man with High Potential         | Linus de Paoli                                               | Klara               |              |
| 2018 | Juliusz                                 | Aleksander Pietrzak                                          | Anetka              |              |
| 2018 | Jak pies z kotem                        | Janusz Kondratiuk                                            | Doctora             |              |
| 2018 | Zabawa, zabawa                          | Kinga Debska                                                 | Agata               |              |
| 2018 | Serce nie sługa                         | Filip Zylber                                                 | Rubia del club      |              |
| 2019 | Na bank się uda                         | Szymon Jakubowski                                            | Olga                |              |
| 2020 | Wszyscy moi przyjaciele nie żyją        | Jan Belcl                                                    | Jolanta             |              |
| 2021 | Stancja                                 | Adrian Apanel                                                | Maja                | Cortometraje |
| 2021 | The End                                 | Tomasz Mandes                                                | Pola Adamska        |              |
| 2021 | Furioza                                 | Cyprian T. Olencki                                           | Mimi                |              |
| 2021 | Dziewczyny z Dubaju                     | Maria Sadowska                                               | Emi                 |              |
| 2022 | Odgrzeb                                 | Artur Wyrzykowski                                            | Olga                | Cortometraje |
| 2022 | Gdzie diabel nie moze, tam baby posle   | Heathcliff Janusz Iwanowski                                  | Sabrina             |              |
| 2022 | Bejbis                                  | Andrzej Saramonowicz                                         | Directora Agnieszka |              |
| 2023 | Na twoim miejscu                        | Antonio Galdamez                                             | Kaska               |              |
| 2023 | Gdzie diabel nie moze, tam baby posle 2 | Heathcliff Janusz Iwanowski                                  | Sabrina             |              |
| 2023 | Horror Story                            | Adrian Apanel                                                | Maja                |              |
| 2024 | Fuks 2                                  | Maciej Dutkiewicz                                            | Anna Bychawska      |              |
| 2024 | Diabel                                  | Blazej Jankowiak                                             |                     |              |
| 2024 | Sami swoi. Poczatek                     | Artur Zmijewski                                              | Nechajka Slobodzian |              |
| 2024 | Zabij mnie, kochanie                    | Filip Zylber                                                 | Dagmara             |              |

### Televisión
| Año           | Título                      | Papel                                     | Nota           |
| ------------- | --------------------------- | ----------------------------------------- | -------------- |
| 2012-2021     | Komisarz Alex               | Ver listaAgata Anna Falencka Ola Bilska   | 3 episodios    |
| 2013-2019     | Przyjaciółki                | Joasia Kwietniewska                       | 2 episodios    |
| 2013-presente | Na dobre i na złe           | Ver listaDominika Kwietniewska Magda      | 30 episodios   |
| 2014-2016     | Pierwsza miłość             | Aska Dworzak                              | 144 episodios  |
| 2015          | Skazane                     | Marta Janisz                              | 7 episodios    |
| 2016          | Bodo                        | Suzi                                      | 2 episodios    |
| 2016-2019     | Ojciec Mateusz              | Mariola Walenta                           | 2 episodios    |
| 2017          | Niania w wielkim mieście    | Inga                                      | 1 episodio     |
| 2017          | Lekarze na start            | Daria Masny                               | 1 episodio     |
| 2017          | Teatroteka: Dzielni chłopcy | Izaura                                    | Película de TV |
| 2018          | Druga szansa                | Iza                                       | 6 episodios    |
| 2018          | Drogi wolności              | Marynia Biernacka                         | 13 episodios   |
| 2018-2020     | Znaki                       | Dorota                                    | 14 episodios   |
| 2019          | 39 i pół tygodnia           | Kiki                                      | 1 episodio     |
| 2019          | Seizure                     | Minka                                     | 1 episodio     |
| 2019          | Dziewczyny ze Lwowa         | Hanna Dalecka                             | 6 episodios    |
| 2019          | Zakochani po uszy           | Milena                                    | 24 episodios   |
| 2019-2022     | Teatr Telewizji             | Ver listaEnfermera Anna Falencka Aszantka | 2 episodios    |
| 2020          | Archiwista                  | Zuzanna Wasiluk                           | 13 episodios   |
| 2021          | Klangor                     | Ola Majdzik                               | 4 episodios    |
| 2021          | Komisarz mama               | Monja Aleksandra                          | 1 episodio     |
| 2021-2023     | The Office PL               | Dominika                                  | 2 episodios    |
| 2022          | Furioza                     | Mimi                                      | 4 episodios    |
| 2022          | Królowa                     | Elisabeth Zasada                          | 1 episodio     |
| 2023          | Emigracja XD                | Rysia                                     | 2 episodios    |
| 2023          | Warszawianka                | Agnieszka                                 | 3 episodios    |
| 2023          | Rafi                        | Lilly                                     | 10 episodios   |
| 2023          | Tajemnice polskich fortun   | Sabrina                                   | 7 episodios    |

## Premios y nominaciones
| Año  | Premio           | Categoría            | Nominada por        | Resultado |
| ---- | ---------------- | -------------------- | ------------------- | --------- |
| 2022 | Septimius Awards | Mejor actriz europea | Dziewczyny z Dubaju | Ganadora  |